# کالینینو (آستراخان)
کالینینو (به لاتین: Kalinino) یک منطقهٔ مسکونی در روسیه است که در استان آستراخان واقع شده‌است.